# Александру Вайда-Воєвод
Александру Вайда-Воєвод (рум. Alexandru Vaida-Voievod, *27 лютого 1872 — 19 березня 1950, Сібіу) — румунський політичний діяч, прем'єр-міністр Румунії (1 грудня 1919 — 12 березня 1920, 6 червня 1932 — 19 жовтня 1932, 14 січня 1933 — 13 листопада 1933), один з ініціаторів об'єднання Трансильванії з Румунією.

## Біографія
Народився в румунській уніатській сім'ї в селі Бобілна (нині Жудець Клуж), на території, що входила до складу Австро-Угорщини. Він здобув освіту на медичному факультеті Віденського університету. У 1906 був обраний до угорського парламенту від Румунської національної партії Трансильванії і Банату. Виступав проти насильницької мадяризації румунського населення і за надання автономії Трансильванії. Спочатку підтримував проєкт Сполучених Штатів Великої Австрії ерцгерцога Франца Фердинанда, але, після вбивства останнього і початку Першої світової війни, став підтримувати приєднання Трансильванії до Румунського королівства. У грудні 1918 взяв участь в роботі Національної Асамблеї в Алба-Юлії, яка проголосувала за приєднання до Румунії.
Вайда-Воєвод входив до складу румунської делегації на Паризькій мирній конференції.
Помер 19 березня 1950.